# Ск'ялдбрейдур
64°24′36″ пн. ш. 20°45′44″ зх. д. / 64.41° пн. ш. 20.762222° зх. д.
Ск'ялдбрейдур (ісл. Skjaldbreiður, ісл. вимова: [ˈscaltˌpreiːðʏr̥] ( прослухати) — «широкий щит») — щитовий вулкан в Ісландії, сформований в одному величезному і затяжному виверженні приблизно 9500 років тому. Великі лавові поля, створені цим виверженням, текли на південь, і сформували Тінгвадлаватн, найбільше озеро в Ісландії.
Вулкан має висоту 1060 метрів над рівнем моря, а його кратер становить приблизно 300 метрів в діаметрі.
Лавові поля Ск'ялдбрейдуру розташовані на Серединно-Атлантичному хребті, і протягом тисячоліть були розірвані і перекручені, утворюючи безліч тріщин і рифтів у національному парку Тінгветлір, серед яких найвідоміші — Сільфра, Альманнагая, Графнагажа і Флосаджа.

## Галерея

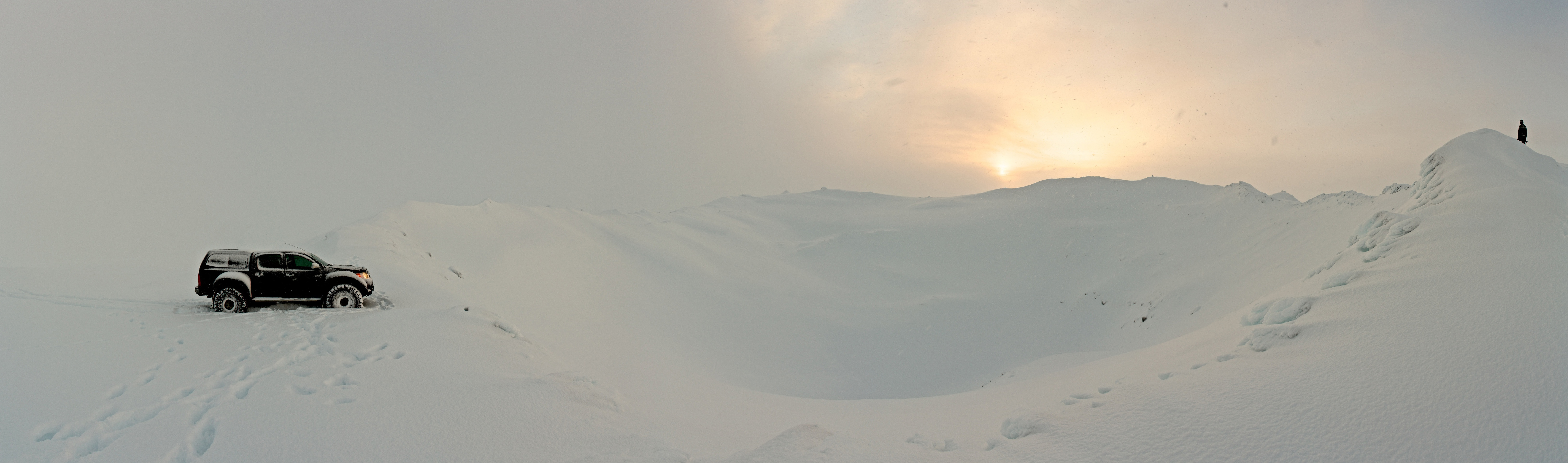
Засніжений кратер Skjaldbreiður.